# Télévision Française Juive
Télévision Française Juive (TFJ) war ein jüdischer Fernsehsender aus Frankreich mit Sitz in Boulogne-Billancourt und war über die Astra-Satelliten empfangbar. Er wurde am 14. Mai 1998 gegründet und war damit der erste jüdische Fernsehsender Europas. Nach finanziellen Schwierigkeiten wurde der Sendebetrieb am 24. November 2004 eingestellt.